# Sherry-Netherland Hotel
Il Sherry-Netherland Hotel è uno storico grattacielo alberghiero di New York, costruito nel 1927. 

## Costruzione
Costruito in stile neoromanico e neogotico, come visibile dalle gargolle, coprendo invece strutture come le cisterne dell'acqua, fino al 24º piano contiene 50 camere d'hotel, mentre oltre ci sono singoli appartamenti per piano. Degna di nota è anche la lobby dell'albergo ispirata alla Biblioteca apostolica vaticana.